# (2114) Wallenquist
(2114) Wallenquist est un astéroïde de la ceinture principale.

## Description
(2114) Wallenquist est un astéroïde de la ceinture principale. Il fut découvert le 19 avril 1976 à l'observatoire du Mont Stromlo par Claes-Ingvar Lagerkvist. Il présente une orbite caractérisée par un demi-grand axe de 3,20 UA, une excentricité de 0,14 et une inclinaison de 0,6° par rapport à l'écliptique.

## Compléments